# Marvin Panch
Marvin Panch (Oakland, 28 mei 1926 – Menomonie, 31 december 2015) was een  Amerikaans autocoureur. Hij reed tussen 1951 en 1966 in de NASCAR Grand National Series. In 1961 won hij de Daytona 500.

## Carrière
Panch debuteerde in de NASCAR in 1951. De eerste overwinning kwam er in 1956 op de Montgomery Speedway, een circuit gelegen in Montgomery, de hoofdstad van Alabama. In 1957 won hij zes keer en werd hij vicekampioen. De belangrijkste overwinning kwam er in 1961 toen hij de derde editie van de Daytona 500 won. In 1965 won hij vier keer, twee races op de Atlanta Motor Speedway en verder een race op de Islip Speedway en de race op Watkins Glen. Zijn zeventiende en laatste overwinning behaalde hij in 1966 toen hij de World 600 op de Charlotte Motor Speedway won. Na dat jaar sloot hij zijn carrière af.
Op de laatste dag van 2015 overleed hij in Wisconsin op 89-jarige leeftijd.